# Senta sarca
Senta sarca är en fjärilsart som beskrevs av George Francis Hampson 1902. Senta sarca ingår i släktet Senta och familjen nattflyn. Inga underarter finns listade i Catalogue of Life.